# پل سوترمایستر
پل سوترمایستر (به فرانسوی: Paul Sutermeister) نویسنده سوئیسی در ۶ ژوئن ۱۸۶۴ در کوسناخت به دنیا آمد و در ۲ فوریه ۱۹۰۵ در برن در گذشت.
او عموی هاینریش سوترمایستر بود.